# Toninia taurica
Toninia taurica är en lavart som först beskrevs av Szatala, och fick sitt nu gällande namn av Oksner. Toninia taurica ingår i släktet Toninia och familjen Ramalinaceae.   Inga underarter finns listade i Catalogue of Life.